# أديلايد من برابانت
أديلايد من برابانت (1190-1265)؛ كانت كونتيسة بولوني من 1262 حتى وفاتها، هي ابنة هنري الأول، دوق برابانت وماتيلد من بولوني حفيدة الملك ستيفن من إنجلترا.

## السيرة الذاتية
كان زواج أديلايد الأول في حوالي.1206 من أرنول الثالث، كونت لوز (توفي.1221).
ثم تزوجت في 3 فبراير 1225 من ويليام العاشر من كليرمون، كونت أوفرن؛ وانجبت له ثلاثة أبناء:-
- روبرت الخامس (حوالي.1225 - 1277)؛ كونت أوفرن منذ 1247، وكونت بولوني منذ 1265.
- ماري (حوالي.1225 - 1280)؛ تزوجت من غوتييه السابع من بيرثوت، لورد ميشيلين.
- ماتيلد (حوالي.1230 - 1280)؛ تزوجت من روبرت الثاني، كونت كليرمون ودوفين أوفرن.

أصبحت مرة أُخرى أرملة، فتزوجت في 1251 من أرنولد الثاني دي فيزمال، وفي 1259 توفيت ابنة خالتها ماتيلدا الثانية دي دامارتين، كونتيسة بولوني بدون وريث، وأصبحت واحدة من المتنافسيين بجانب ابن شقيقها هنري الثالث، دوق برابانت وجوان دي دامارتين ابنة عم كونتيسة السابقة، ولويس التاسع ملك فرنسا ابن شقيق زوج ماتيلدا الأول؛ وأخيراً قرر البرلمان في باريس الحكم لصالحها، وحكمتها حتى وفاتها في 1265، ومن ثَّم
انتقلت إلى أحفادها.